# Zur Lage der chinesischen Bauern
Zur Lage der chinesischen Bauern (chinesisch 中国农民调查, Pinyin Zhōngguó Nóngmín Diàochá) ist eine von Chen Guidi (陈桂棣,  Chén Guìdì; * 1963 in der Provinz Anhui) und seiner Frau Wu Chuntao (吴春桃,  Wú Chūntáo) verfasste Studie über die Lage der Bauern in der Volksrepublik China.

## Autoren
Chen Guidi, Sohn einer Bauernfamilie, und seine Frau Wu sind beide Mitglieder der Schriftstellervereinigung von Hefei, ihrem Wohnort in Anhui. Chen Guidi ist auch Mitglied der chinesischen Schriftstellervereinigung und hat den Lu Xun Literature Achievement Award, einen der angesehensten Literaturpreise in China, für seine Reportage über die Umweltbedingungen am Fluss Huai He erhalten.

## Entstehung
Die Idee zu einer Reportage über die Lage der chinesischen Landbevölkerung hatten die beiden schon über zehn Jahre lang diskutiert. Ausschlag zum Start gab die Geburt ihres Sohnes; zu dieser Zeit beobachteten sie den Tod einer Mutter und ihres Kindes, die sterben mussten, weil die Mutter kein Geld für eine medizinische Behandlung hatte.
Ab 2001 recherchierte das Autorenpaar über drei Jahre lang und führte Interviews mit Bauern in 50 Städten der ländlichen Provinz Anhui. Sie stellten Ausbeutung der Landbevölkerung durch eine Vielzahl von Steuern, Abgaben und durch überhöhte Preise als staatliches System fest, verschärft noch durch Bereicherung und Abgabenüberhöhung örtlicher Kader, vor denen es weder juristischen noch sozialen Schutz gibt. Sie entwerfen in der Reportage ein düsteres Bild der Lage der etwa eine Milliarde Menschen der chinesischen Landbevölkerung.
Im Vorwort schreiben die Autoren: „Wir beobachteten unvorstellbare Armut und undenkbar Böses, wir sahen unvorstellbare Not und undenkbare Hilflosigkeit, unvorstellbaren Widerstand in unvergleichlicher Stille, und wir wurden mit unglaublichen Tragödien jenseits unserer Vorstellungskraft konfrontiert …“.
Allein die Statistiken des Zentralkomitees der Kommunistischen Partei Chinas weisen 93 Abgaben, Fonds und Rücklagen von 24 Behörden auf, die mit bäuerlichen Lasten zu tun haben. In den Regionen gibt es aber bis zu 293 Lasten – hierbei sind überhöhte Preise für Lieferungen noch nicht erfasst.
Dazu gibt es massenhaft Diebstahl, Unterschlagung, Untreue und Abgabenüberhebung von korrupten und kriminellen Funktionären. Diese Funktionäre halten ihr ausbeuterisches Regime mit eiserner Gewalt aufrecht. Zu den vielen Beispielen des Buches gehört ein Vorgang, bei dem ein korrupter Vizedorfvorsteher vier Bauern, die von ihrem Dorf gewählt wurden, um sich über ihn zu beschweren, vor aller Augen die Schädel spalten ließ. Zeugen und Ankläger werden teilweise zu Tode geprügelt, oft mit Hilfe der Polizei.

## Wirkungsgeschichte
Im Literaturmagazin Dangdai (Modernes Magazin) erschien Ende 2003 ein Vorabdruck des Textes. Er wurde in kurzer Zeit in zehn Auflagen über 100.000 Mal verkauft. Auszüge auf Deutsch erschienen 2004 in der deutschen Zeitschrift Lettre International.
Das Buch, das in China im Januar 2004 erschien, wurde in kürzester Zeit 300.000 mal verkauft. Nachdem die beiden Autoren in fünfzig Tagen über hundertmal interviewt worden waren, wurde das Buch im März 2004 verboten. Seither sind allerdings über 8 Millionen Exemplare als Raubdrucke erschienen.
2004 erhielten das Autorenpaar für das Buch den mit 50.000 Euro dotierten Lettre-Ulysses-Weltpreis für literarische Reportage (Lettre Ulysses Award for the Art of Reportage).
Im März 2005 wurden sie zu einer hohen Geldstrafe verurteilt, weil sie angeblich den hohen Parteifunktionär Zhang Xide in ihrem Buch verleumdet haben. Das Urteil wurde vor dem Fuyang-Gericht erstritten, wo der Sohn des Funktionärs Richter ist. Zhang Xide bezog in einem Interview dazu Stellung.
Im März 2006 gab die deutsche Bundeskanzlerin Angela Merkel bei ihrem ersten Besuch in China einen Empfang für das Ehepaar.

## Stimmen zum Buch
„Über Monate haben sich die Reporter Chen Guidi und Wu Chuntao in den Dörfern der chinesischen Bauern aufgehalten, Minute für Minute, Dokument für Dokument rekonstruiert, mit radikaler Rechtschaffenheit dargelegt, was Korruption, mafiose Verstrickungen, Mord im großen Reich angerichtet haben, für dessen Befreiung von Willkür in der großen Revolution Millionen starben.“